# Suimanga malaquita
La suimanga malaquita (Nectarinia famosa) és una espècie d'ocell de la família dels nectarínids (Nectariniidae) que habita zones obertes africanes, a Etiòpia, sud-est del Sudan, República Democràtica del Congo, Uganda, Kenya, Ruanda, Burundi, Tanzània, Zàmbia, Malawi, est de Zimbàbue, nord de Namíbia, sud de Moçambic i Sud-àfrica.